# Cylichna discus
Cylichna discus är en snäckart som beskrevs av Watson 1886. Cylichna discus ingår i släktet Cylichna och familjen Cylichnidae. Inga underarter finns listade i Catalogue of Life.